# 绍科尼福卢
绍科尼福卢，是匈牙利沃什州所辖的一个村，总面积11.19平方公里，总人口350，人口密度31.3人/平方公里（2010年1月1日）。